# The Secret Studio
The Secret Studio is een Amerikaanse dramafilm uit 1927 onder regie van Victor Schertzinger. Destijds werd de film in Nederland uitgebracht onder de titel Het model.

## Verhaal
Het ambitieuze boerenmeisje Rosemary Merton stemt erin toe om te poseren voor de kunstschilder Larry Kane. Omdat ze weigert om uit de kleren te gaan, gebruikt hij zijn verbeelding. Ze wordt te schande gemaakt, als een plaatselijke krant het naaktportret laat afdrukken. Haar goede naam wordt gezuiverd door de jonge kunstenaar Sloan Whitney. Uiteindelijk geeft ze haar ambities op voor de liefde.

## Rolverdeling
| Acteur              | Personage       |
| ------------------- | --------------- |
| Olive Borden        | Rosemary Merton |
| John Holland        | Sloan Whitney   |
| Noreen Phillips     | Elsie Merton    |
| Ben Bard            | Larry Kane      |
| Kate Bruce          | Ma Merton       |
| Joseph Cawthorn     | Pa Merton       |
| Margaret Livingston | Nina Clark      |
| Walter McGrail      | Mijnheer Kyler  |
| Lila Leslie         | Mevrouw Kyler   |
| Ned Sparks          | Loodgieter      |